# 誘導心筋細胞
誘導心筋細胞（ゆうどうしんきんさいぼう、英: induced cardiomyocyte）とは、線維芽細胞に三つの遺伝子を導入することによって心筋細胞と同様の細胞に変化させたものをいう。英語の頭文字を取り、iCM細胞（アイシーエムさいぼう）とも呼ばれる。心筋梗塞や拡張型心筋症等の疾患に対して遺伝子群を注射するだけで治療できる等の効果的な心臓再生医療として期待されている。